# Drienov
Drienov (slowakisch 1973–1980 „Drieňov“ – bis 1927 „Drinov“; ungarisch Somos) ist ein Ort und eine Gemeinde im Okres Prešov (Prešovský kraj) im Osten der Slowakei, mit 2275 Einwohnern (Stand 31. Dezember 2024).

## Geographie

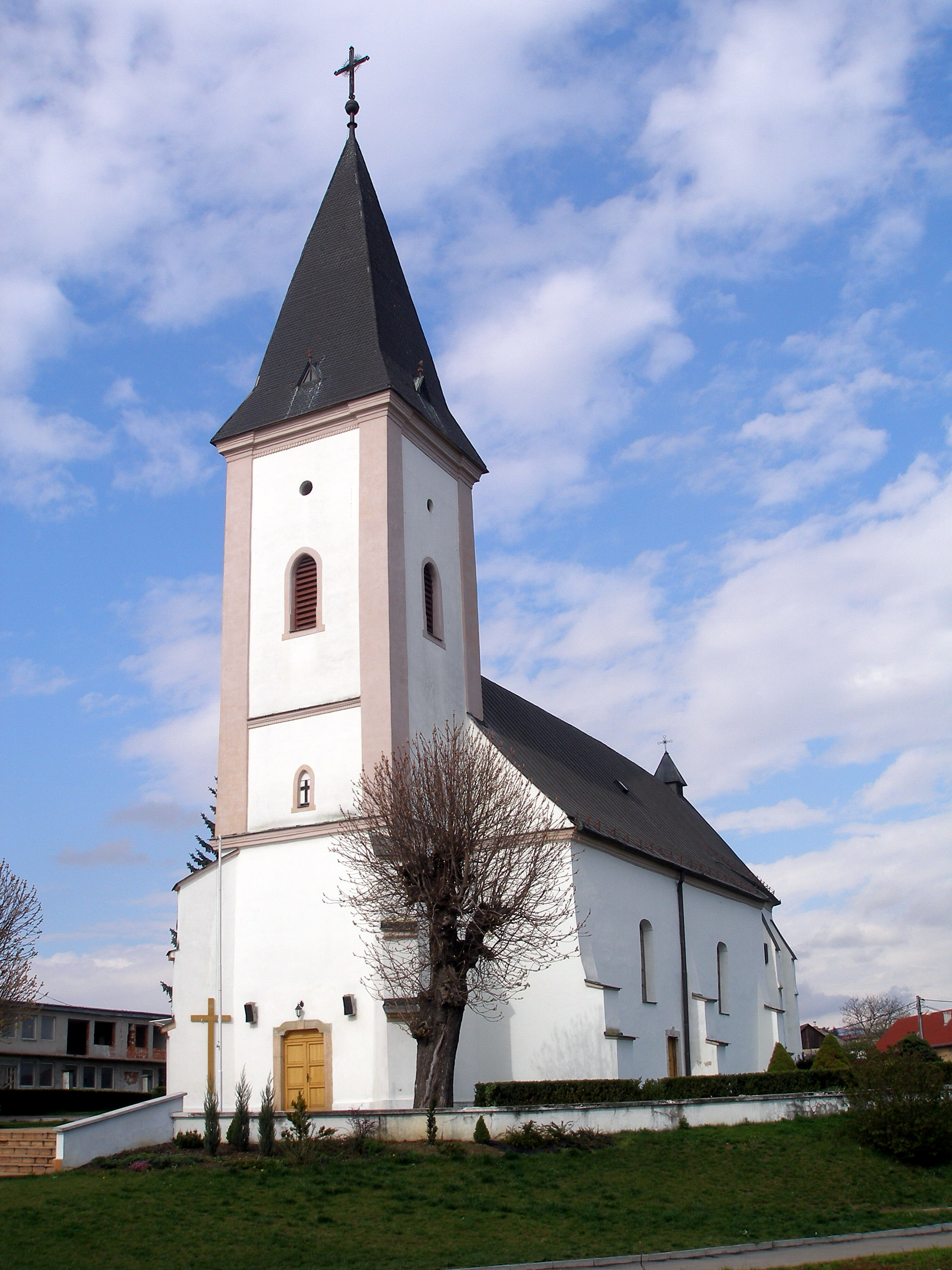
Kirche im Ort

Die Gemeinde liegt im Talkessel Košická kotlina (Kaschauer Talkessel) am Fluss Torysa, 14 Kilometer von Prešov und 21 Kilometer von Košice gelegen.

## Geschichte
Der Ort wurde zum ersten Mal 1283 erwähnt. Drienov war historisch gesehen eine Minderstadt, bedeutende Grundbesitzer im Mittelalter stammten aus dem Geschlecht Aba. 1828 sind 140 Häuser und 1055 Einwohner verzeichnet.
Sowohl der slowakische als auch der ungarische Name stammen aus den jeweiligen Bezeichnungen für Kornelkirschen.

## Bevölkerung
| Jahr                | 1994 | 2004     | 2014    | 2024    |
| ------------------- | ---- | -------- | ------- | ------- |
| Anzahl der Personen | 1843 | 2099     | 2160    | 2275    |
| Unterschied         |      | +13,89 % | +2,90 % | +5,32 % |

| Jahr                | 2023 | 2024    |
| ------------------- | ---- | ------- |
| Anzahl der Personen | 2256 | 2275    |
| Unterschied         |      | +0,84 % |

## Sehenswürdigkeiten
- ursprünglich gotische römisch-katholische Kirche aus dem 14. Jahrhundert, heute barockisiert
- griechisch-katholische Kirche aus dem Jahr 1902

## Verkehr
Etwa einen Kilometer südlich des Ortes besteht Anschluss an die Autobahn D1 (Prešov–Košice). Nächster Bahnhof liegt in Kysak (etwa 5 km).